# Gordan Jandroković
Gordan Jandroković (ur. 2 sierpnia 1967 w Bjelovarze) – chorwacki polityk, parlamentarzysta, minister spraw zagranicznych i integracji europejskiej od 2008 do 2011, od 2010 do 2011 także wicepremier, od 2017 przewodniczący Zgromadzenia Chorwackiego.

## Życiorys
Gordan Jandroković w latach 1986–1991 studiował budownictwo na Uniwersytecie w Zagrzebiu, a w latach 1989–1993 nauki polityczne na tej samej uczelni. W 1995 ukończył kurs stosunków europejskich i międzynarodowych w Instytucie Clingendael w Hadze oraz kurs ekonomii na Erasmus Universiteit Rotterdam w Holandii. W latach 1996–1997 kształcił się w szkole dyplomacji przy MSZ Republiki Chorwacji.
W trakcie studiów, w latach 1989–1994, pracował w prywatnej firmie budowlanej. Od 1994 do 2000 był zatrudniony w Ministerstwie Spraw Zagranicznych Chorwacji. W latach 2000–2003 był menedżerem w przedsiębiorstwach Stanić w Zagrzebiu oraz Beming w Bjelovarze. W 1992 został członkiem Chorwackiej Wspólnoty Demokratycznej (HDZ), w 2004 wszedł w skład jej prezydium, a w 2010 stanął na czele struktur stołecznych tego ugrupowania.
W 2003 został po raz pierwszy wybrany do parlamentu z ramienia HDZ. W latach 2003–2004 był przewodniczącym Parlamentarnej Komisji Gospodarki i Rozwoju, a w latach 2004–2007 Komisji Polityki Zagranicznej. W 2007 uzyskał reelekcję do Zgromadzenia Chorwackiego. 12 stycznia 2008 objął stanowisko ministra spraw zagranicznych i integracji europejskiej w drugim gabinecie premiera Iva Sanadera. 6 lipca 2009 utrzymał to stanowisko w nowo powołanym rządzie Jadranki Kosor. 29 grudnia 2010 powołano go także na funkcję wicepremiera. Funkcje rządowe pełnił do 23 grudnia 2011, wcześniej w tym samym roku został wybrany do parlamentu. W 2015, 2016, 2020 i 2024 utrzymywał mandat poselski na kolejne kadencje.
5 maja 2017 został wybrany na przewodniczącego chorwackiego parlamentu IX kadencji. 22 lipca 2020 i 16 maja 2024 ponownie powoływany na tę funkcję przez Zgromadzenie Chorwackie X i XI kadencji.

## Życie prywatne
Gordan Jandroković jest żonaty, ma troje dzieci.

## Odznaczenia
- Order Księcia Jarosława Mądrego II klasy (Ukraina, 2022)[7]